# Невіль-сюр-Ванн
Неві́ль-сюр-Ванн (фр. Neuville-sur-Vanne) — муніципалітет у Франції, у регіоні Гранд-Ест, департамент Об. Населення — 458 осіб (01.01.2021).
Муніципалітет розташований на відстані близько 125 км на південний схід від Парижа, 90 км на південний захід від Шалон-ан-Шампань, 23 км на захід від Труа.

## Історія
До 2015 року муніципалітет перебував у складі регіону Шампань-Арденни. Від 1 січня 2016 року належить до нового об'єднаного регіону Гранд-Ест.

## Демографія
Динаміка населення (INSEE ):
Розподіл населення за віком та статтю (2006):
| Стать | Всього | До 15 років | 15-24 | 25-44 | 45-64 | 65-85 | Понад 85 |
| --- | ------ | ----------- | ----- | ----- | ----- | ----- | -------- |
| Чоловіки | 216    | 52          | 24    | 72    | 48    | 16    | 4        |
| Жінки | 220    | 60          | 8     | 84    | 48    | 20    | 0        |
| \| Статево-вікова піраміда \| Статево-вікова піраміда \| Статево-вікова піраміда \| \| ----------------------- \| ----------------------- \| ----------------------- \| \| Чоловіки \| Вік \| Жінки \| \| 4 \| 85 + \| 0 \| \| 8 \| 80-84 \| 4 \| \| 0 \| 75-79 \| 4 \| \| 8 \| 70-74 \| 4 \| \| 0 \| 65-69 \| 8 \| \| 8 \| 60-64 \| 0 \| \| 12 \| 55-59 \| 12 \| \| 12 \| 50-54 \| 24 \| \| 16 \| 45-49 \| 12 \| \| 24 \| 40-44 \| 28 \| \| 12 \| 35-39 \| 20 \| \| 20 \| 30-34 \| 20 \| \| 16 \| 25-29 \| 16 \| \| 8 \| 20-24 \| 4 \| \| 16 \| 15-20 \| 4 \| \| 16 \| 10-14 \| 12 \| \| 12 \| 5-9 \| 36 \| \| 24 \| 0-4 \| 12 \| |        |             |       |       |       |       |          |
| Статево-вікова піраміда |        |             |       |       |       |       |          |
| Чоловіки | Вік    | Жінки       |       |       |       |       |          |
| 4 | 85 +   | 0           |       |       |       |       |          |
| 8 | 80-84  | 4           |       |       |       |       |          |
| 0 | 75-79  | 4           |       |       |       |       |          |
| 8 | 70-74  | 4           |       |       |       |       |          |
| 0 | 65-69  | 8           |       |       |       |       |          |
| 8 | 60-64  | 0           |       |       |       |       |          |
| 12 | 55-59  | 12          |       |       |       |       |          |
| 12 | 50-54  | 24          |       |       |       |       |          |
| 16 | 45-49  | 12          |       |       |       |       |          |
| 24 | 40-44  | 28          |       |       |       |       |          |
| 12 | 35-39  | 20          |       |       |       |       |          |
| 20 | 30-34  | 20          |       |       |       |       |          |
| 16 | 25-29  | 16          |       |       |       |       |          |
| 8 | 20-24  | 4           |       |       |       |       |          |
| 16 | 15-20  | 4           |       |       |       |       |          |
| 16 | 10-14  | 12          |       |       |       |       |          |
| 12 | 5-9    | 36          |       |       |       |       |          |
| 24 | 0-4    | 12          |       |       |       |       |          |

## Економіка
2010 року серед 270 осіб працездатного віку (15—64 років) 205 були активними, 65 — неактивними (показник активності 75,9%, у 1999 році було 72,1%). З 205 активних мешканців працювало 185 осіб (94 чоловіки та 91 жінка), безробітними було 20 (10 чоловіків та 10 жінок). Серед 65 неактивних 25 осіб було учнями чи студентами, 23 — пенсіонерами, 17 були неактивними з інших причин.

У 2010 році в муніципалітеті числилось 158 оподаткованих домогосподарств, у яких проживали 435,5 особи, медіана доходів виносила 18 008 євро на одного особоспоживача

## Персоналії
У місті народився Поль Шомеді де Мезоннев, засновник Монреалю.